# Urostachys rufescens
Urostachys rufescens là một loài thực vật có mạch trong Họ Thạch tùng. Loài này được (Hook.) Herter miêu tả khoa học đầu tiên năm 1950.